# Le Villey
Le Villey é uma comuna francesa na região administrativa de Borgonha-Franco-Condado, no departamento de Jura. Estende-se por uma área de 3,57 km². Em 2010 a comuna tinha 88 habitantes (densidade: 24,6 hab./km²).